# 二子城
二子城（ふたごじょう）は、 岩手県北上市にあった日本の城。領主・和賀氏一族の居城。別名・飛勢城（とばせじょう）。

## 概要
陸奥国和賀郡二子村に所在した。城跡は北上川湾曲部西岸の丘陵地帯あり、二子という名は地内北西部に小山が二つ並んでいることによる。丘陵東側には宿（しゅく）と呼ばれる城下町が形成され、二子城の中心部分に城主の居館跡（白鳥館）が存在し、周辺には家臣団の屋敷が配置されていたとみられる。現在、市立公園飛勢城跡として整備されている。

## 歴史・沿革
室町時代以降、和賀郡惣領職として郡内を治めた和賀氏の居城跡で、築城年代は不明であるが、和賀氏の本拠地ははじめ北上川の対岸の更木（北上市更木町）に本拠地があったとされる（1797年刊『邦内郷村志』）。
二子城が和賀氏の本城となるのは、応永8年（1401年）4月28日に和賀時義が和賀郡惣領職に補せられた直後とする説もある。天正18年（1590年）の奥州仕置で和賀氏が所領没収、城地追放処分を受けると、二子城には浅野長政の家臣・後藤半七が駐留したが、旧領回復を目指す和賀氏・稗貫氏が旧臣を集めて挙兵（和賀・稗貫一揆）、二子城を奪還した。しかし翌年の再仕置で蒲生氏郷勢に攻略され、当主の和賀義忠は逃亡途中に殺害された。天正20年（1592年）の『諸城破却書上』には、「二子 平城 破 信直抱 代官 川村左衛門四郎」とある。

### 岩崎一揆
慶長5年（1600年）、南部氏が最上出陣中、伊達氏の支援を受けた和賀忠親は再度旧領回復を目指して挙兵（岩崎一揆）し、忠親は二子城を拠点として南部氏と戦った。和賀勢は花巻城を急襲（花巻城の夜討ち）し、三の丸、二ノ丸を制圧して本丸に迫ったが、援軍を得た南部勢に敗れて二子城を放棄、和賀勢は拠点を岩崎城に移した。

## その他
大手門は、南部氏が花巻城に移したとされている。

## 参考資料
- 「角川日本地名大辞典」編纂委員会『角川日本地名大辞典 3 岩手県』角川書店、1985年。ISBN 4040010302。
- （有）平凡社地方資料センター『日本歴史地名大系 第3巻 岩手県の地名』平凡社、1990年7月13日。ISBN 4-582-91022-X。